# Deodoro
Deodoro è un quartiere (bairro) della Zona Ovest della città di Rio de Janeiro in Brasile.
Deodoro è una delle quattro località individuate per ospitare le gare delle olimpiadi estive del 2016, insieme a Barra da Tijuca, Copacabana e Maracanã.

## Amministrazione
Deodoro fu istituito come bairro a sé stante il 23 luglio 1981 come parte della Regione Amministrativa XXXIII - Realengo del municipio di Rio de Janeiro.